# Matrice ferritica
In meccanica e metallurgia si fa riferimento a matrici ferritiche indicando strutture di acciai in cui sia  presente in larga parte della ferrite. Quindi se si afferma che all'interno della matrice ferritica di un acciaio sono presenti dei carburi o delle altre impurità, si intende che all'interno della struttura ferritica dell'acciaio sono presenti questi elementi.